# 진위고등학교
진위고등학교(振威高等學校)는 대한민국 경기도 평택시 진위면 가곡리에 있는 사립 고등학교이다.

## 학교 연혁
- 1962년 11월 12일 : 학교법인 광염의숙 설립(초대 권오겸 이사장 취임)
- 1964년 12월 19일 : 진위중학교(3학급) 설립(초대 권오겸 교장 취임)
- 1974년 1월 5일 : 진위상업고등학교 설립(초대 권오겸 교장 취임)
- 2003년 3월 1일 : 진위고등학교로 교명 변경
- 2017년 9월 1일 : 제9대 권혁우 이사장 취임
- 2018년 2월 8일 : 진위고등학교 제42회 졸업 222명
- 2018년 11월 1일 : 진위고등학교 제4대 김영환 교장 취임

## 설치 학과
- 사무자동화과
- 정보처리과
- 7차일반
- 소자본창업과

## 참고 자료
- 진위고등학교 - 한국교육학술정보원 학교알리미